# Karl Gebensleben
Friedrich Karl Gebensleben (* 7. November 1871 in Schöppenstedt; † 31. Januar 1936 in Braunschweig) war ein deutscher Bauingenieur, kommunaler Baubeamter in Braunschweig sowie, nach der rechtswidrigen Amtsenthebung Ernst Böhmes (SPD) durch die Nationalsozialisten am 13. März 1933, für knapp sechs Monate stellvertretender Oberbürgermeister.

## Leben
Karl Gebensleben war ein Sohn von Friedrich Gebensleben (1835–1906) und dessen Ehefrau Regina Gebensleben geb. Hildebrandt (1844–1920). Nach dem Abitur studierte er Bauingenieurwesen und Eisenbahnbau an der Technischen Hochschule Braunschweig. Nach dem Staatsexamen arbeitete er zunächst im Staatsdienst bei den Preußischen Staatseisenbahnen, wechselte dann aber 1901 in den Dienst der Stadt Braunschweig und trat gleichzeitig eine Dozentenstelle an der Technischen Hochschule Braunschweig an. 1911 erfolgte seine Ernennung zum Stadtbaurat und zum Stadtrat von Spandau. Nach der Pensionierung des langjährigen Braunschweiger Stadtbaurats Ludwig Winter im Jahr 1915 trat Gebensleben dessen  Nachfolge an.
In seine Amtszeit fielen u. a. der Bau des Braunschweiger Stadtbads, das am 3. Dezember 1932 eingeweiht wurde, die Fertigstellung des Braunschweiger Hafens 1934 sowie der Beginn der Altstadtsanierung. Daneben war Karl Gebensleben acht Jahre lang stellvertretender Oberbürgermeister Braunschweigs. Er starb am 31. Januar 1936, dem Tag seiner Pensionierung.

### Stellvertretender Oberbürgermeister 1933
Der SPD-Politiker Ernst Böhme war seit seiner Wahl durch die Braunschweiger Stadtverordnetenversammlung am 23. November 1929 Oberbürgermeister der Stadt. Auf Verfügung von Dietrich Klagges, NSDAP-Innenminister des Freistaates Braunschweig, wurde Böhme am 13. März 1933 illegalerweise seines Amtes enthoben und in „Schutzhaft“ genommen. Gebensleben wurde zu seinem Stellvertreter gemacht und hatte diese Position bis zum 18. Oktober 1933 inne, als NSDAP-Mitglied Wilhelm Hesse Böhmes Amtsnachfolger wurde.
Die Braunschweigische Landeszeitung schrieb am 14. März 1933: „Stadtbaurat Gebensleben, der dienstälteste Stadtrat, hat die Obliegenheiten des Oberbürgermeisters Böhme übernommen [und] wird einstweilen die Ratsgeschäfte leiten.“

### Schriften
- (als Schriftleiter): Braunschweig. (= Deutschlands Städtebau) DARI-Verlag, Berlin-Halensee 1928.
- Braunschweig als Hafenstadt. 1934.

### Familie
Anfang 1906 heiratete Karl Gebensleben Elisabeth von Alten (1883–1937), mit der er die zwei Kinder Irmgard (1906–1993) und Eberhard (1910–1944) hatte. Sie war Mitglied der Deutschen Christen. Irmgard Gebensleben heiratete 1929 den niederländischen Arzt August Brester, mit dem sie vier Kinder hatte, und lebte bis zu ihrem Lebensende in den Niederlanden. Eberhard Gebensleben fiel als Oberleutnant d. R. im Zweiten Weltkrieg am 9. September 1944 in der Nähe von Brügge in Belgien.

## „Ich denk’ so viel an Euch“
Karl Gebenslebens niederländische Enkelin Hedda Kalshoven-Brester (1930–2016), Tochter seiner Tochter Irmgard, veröffentlichte 1991 das Buch Ich denk’ so viel an Euch. Ein deutsch-niederländischer Briefwechsel 1920–1949, das den fast 30 Jahre währenden Briefwechsel ihrer Mutter mit deren Familie in Deutschland zwischen 1920 und 1949 dokumentiert.